# Il piffero magico
Il piffero magico (The Pied Piper), riedito col titolo Il pifferaio magico, è un cartone animato del 1933 che fa parte della collana Sinfonie allegre, tratto dall'omonima fiaba popolare.

## Trama
La città di Hamelin è invasa dai topi, così il sindaco decide di ricompensare con una borsa piena d'oro chiunque disinfesti la città. In quel momento arriva un uomo con un piffero, con cui comincia a suonare, attirando tutti i topi fuori dalle mura. Il musicista, dopo aver fatto sparire per magia i topi, torna ad Hamelin a richiedere il compenso, ma l'avido sindaco, d'accordo con i cittadini, non rispetta quanto pattuito e decide di ricompensarlo con una sola moneta.
Il pifferaio decide pertanto di punire gli abitanti della città e così si mette a suonare di nuovo il piffero, attirando questa volta l'attenzione di tutti i bambini della città, indaffarati nelle faccende domestiche. Dopo aver sfondato le porte, essi lo seguono, fino a giungere di fronte a una montagna. L'uomo, con alcune melodie, apre un passaggio nella roccia, che conduce a un grandissimo parco giochi, dove i bambini potranno giocare per sempre.

## Distribuzione
Uscito negli Stati Uniti il 16 settembre 1933, arrivò nelle sale italiane nel settembre del 1934.

## Edizioni Home Video

### DVD
Il cortometraggio è incluso nel DVD Le fiabe volume 4: La lepre e la tartaruga e altre storie.